# Erich Grabowski
Erich Grabowski (* 8. Juni 1917 in Ulonskofen) ist ein ehemaliger deutscher Politiker und Funktionär der DDR-Blockpartei Demokratische Bauernpartei Deutschlands (DBD).
Grabowski ist der Sohn einer Arbeiterfamilie und wurde Schneider und später Landwirt. Als solcher wurde er Vorsitzender der LPG „Philipp Müller“ in Strehla, Kreis Riesa. Von 1963 bis 1976 gehörte er als Mitglied der DBD-Fraktion der Volkskammer der DDR an.